# Пештіго (містечко, Вісконсин)
Пештіго (англ. Peshtigo) — місто (англ. town) в США, в окрузі Марінетт штату Вісконсин. Населення — 4006 осіб (2020).

## Демографія
Згідно з переписом 2010 року, у місті мешкало 4057 осіб у 1617 домогосподарствах у складі 1256 родин. Було 1854 помешкання
Расовий склад населення:
| - 97,6 % — білих - 0,9 % — азіатів - 0,3 % — корінних американців |

До двох чи більше рас належало 0,8 %. Частка іспаномовних становила 0,7 % від усіх жителів.
За віковим діапазоном населення розподілялося таким чином: 21,6 % — особи молодші 18 років, 63,3 % — особи у віці 18—64 років, 15,1 % — особи у віці 65 років та старші. Медіана віку мешканця становила 47,2 року. На 100 осіб жіночої статі у місті припадало 99,3 чоловіків;  на 100 жінок у віці від 18 років та старших — 103,8 чоловіків також старших 18 років.
Середній дохід на одне домашнє господарство  становив 81 360 доларів США (медіана — 68 009), а середній дохід на одну сім'ю — 89 107 доларів (медіана — 75 809). Медіана доходів становила 63 575 доларів для чоловіків та 40 388 доларів для жінок. За межею бідності перебувало 3,3 % осіб, у тому числі 3,7 % дітей у віці до 18 років та 1,9 % осіб у віці 65 років та старших.
Цивільне працевлаштоване населення становило 1984 особи. Основні галузі зайнятості: виробництво — 29,0 %, освіта, охорона здоров'я та соціальна допомога — 20,1 %, мистецтво, розваги та відпочинок — 14,3 %, роздрібна торгівля — 10,4 %.